# Mirabellenbrand
Mirabellenbrand ist ein Obstbrand aus Mirabellen.

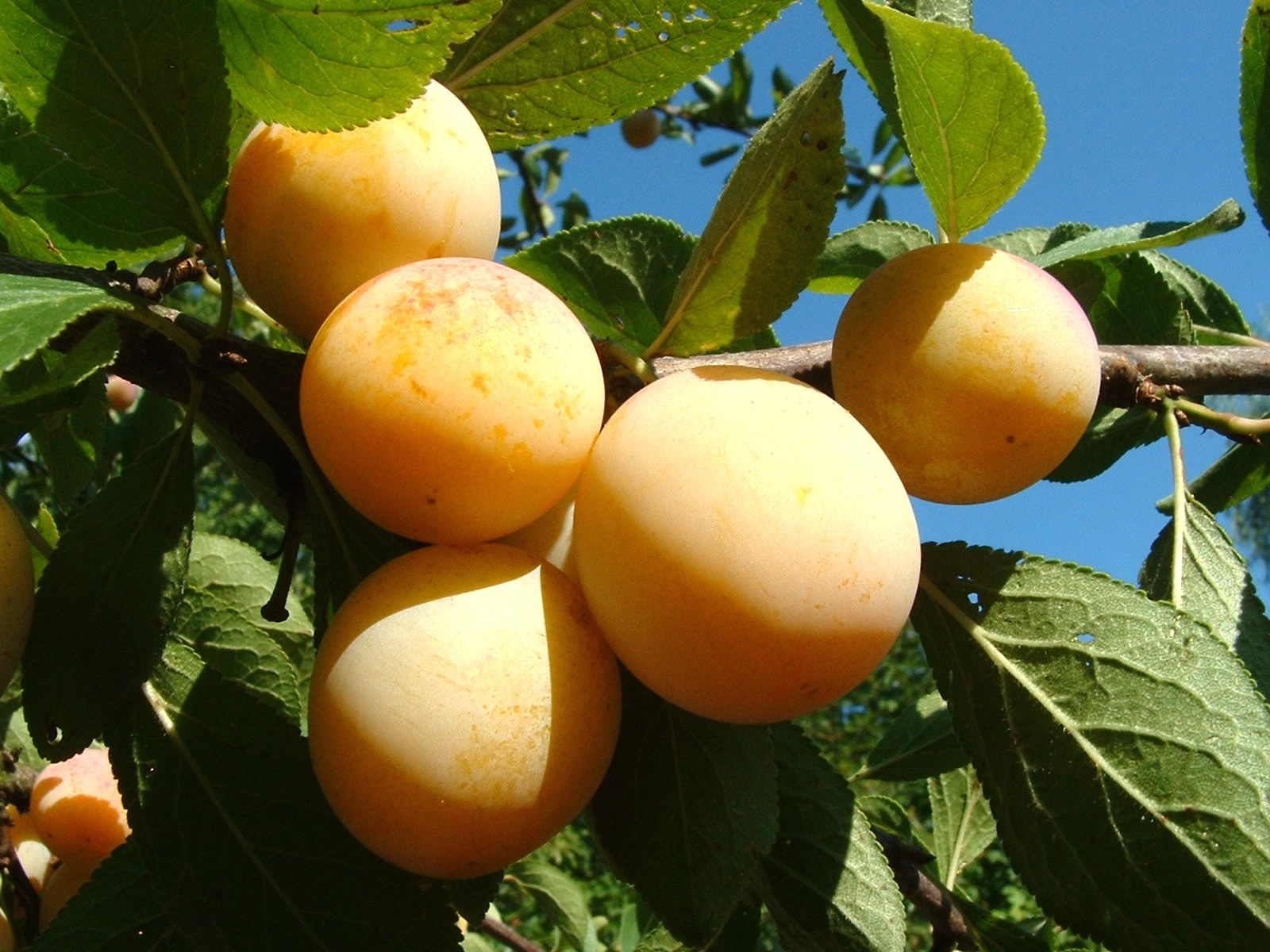
Mirabellenfrüchte am Baum

## Herstellung
Die häusliche Herstellung der Spirituose, wie sie in ländlichen Gebieten Tradition hat, wird wie folgt durchgeführt: Die reifen Früchte werden von den Bäumen geschüttelt, aufgesammelt, in Maischefässer gefüllt und eingeschlagen. Durch das „Einschlagen“ werden die Schalen der Früchte mechanisch zerstört, um den Gärungsprozess zu beschleunigen. Nach etwa sechs Monaten ist die Maische vollständig durchgegoren und wird gebrannt. Das gewonnene, sehr hochprozentige (~80 Vol.-%) Destillat wird zur Reifung in große Glasballone abgefüllt und vor oder nach der Reifung mit Wasser auf rund 40 Vol.-% verdünnt, bevor es in Glasflaschen in den Verkehr kommt.
Von Kleinerzeugern hergestellte Mirabellen-Edelbrände können Preise bis zu 100 € pro Liter erreichen.